# Haller Gábor (főgenerális)
Haller Gábor (?,  1614. szeptember 22. – Dunaföldvár, 1663. november 10.) erdélyi főnemes, politikus, katona, naplóíró.

## Családja
Apja Haller István, aki Bécsben végezte az egyetemi tanulmányait és ezen időszak alatt tért át a katolikus hitre. Az erdélyi katolicizmus egyik legszilárdabb támogatója volt. Bethlen Gábor és I. Rákóczi György erdélyi fejedelmek  bizalmas embere. Nevezetes cselekedete volt a fehéregyházi rendház újjáépítése és később ferences barátok települtek oda.

## Életrajza
1629-től Brandenburgi Katalin fejedelmi udvarában nemes inasként szolgált. 1630-ban a református hitre tért át, ezzel később a politikai bosszú eszközévé vált. Ez egész életére döntő és tragikus hatást gyakorolt. Mindjárt az első nagy pofon saját családjából jött, azzal hogy apja kitagadta.
Kitagadottsága is talán hozzájárult ahhoz, hogy több mint öt évet - 1630 és 1635 között - töltött németországi és hollandiai tanulmányokkal. Miután a magyarországi és erdélyi református diákok korábbi egyetemét,  a heidelbergit a harmincéves háború pusztításai hosszú ideig tönkretette, így először Odera-Frankfurtban, majd a franekeri egyetemen, és végül a leideni egyetemen  tanult. Gábor peregrinációja azért is különösen érdekes, mert fennmaradt naplója, és ez igen jól megvilágítja kinti tartózkodásának környezetét és annak társadalmi hátterét és mélyebb tartalmát. Külföldi tanulmányútja alkalmával találkozott az európai protestánsok számos neves személyiségével, így Ludwig Camerarius svéd követtel és a litván Janusz Radziwiłł herceggel.
Hazatérte után, mint örökségből kitagadott, birtokok híján nem tehetett mást, mint a I. Rákóczi György szolgálatába állt 1635-től 1638 elejéig. Ebben az időszakban több vár felújításában vett részt (Fogaras, Gyalu, Székelyhíd, Görgény). Az eltöltött időkről, az ottani állapotokról nagyszerű korképet adnak a naplóbejegyzései.
A fejedelmi udvarból való távozása után megkapta családi részesedését, igaz igen szűkmarkúan. Így míg apja kastélyokat épített, ő megmaradt középbirtokosnak. Birtokainak központja a marosszéki Gyulakután volt. Valószínűsíthető hogy tervezett házassága Balási Erzsébettel, azért hiúsult meg 1641-ben, mert anyagi helyzete rendezetlen volt. Haller Gábor végül egész életében nőtlen maradt.
1640-től részt vett az erdélyi országgyűléseken, mint regalista. Anyagi okok miatt ismét a fejedelmi udvarban vállalt szolgálatot, mint udvari familiáris.
Katonai pályája 1645-ben indult, mint szamosújvári várkapitány. Később a Zaránd vármegyei Borosjenőn teljesített szolgálatot, majd 1659-ben váradi kapitány lett.
1657 után vezető szerepet játszott az Erdélyi Fejedelemség belső politikájában. Bethlen Jánossal együtt irányították az erdélyi rendiségi párt mozgalmát. Különösen Haller számára végzetes volt, hogy nem hitt egy törökellenes szövetség létrehozásában. I. Apafi Mihály, aki török segítséggel lett fejedelemmé, kezdettől fogva potenciális ellenfelének tekintette Haller Gábort. Amikor 1662-ben követségbe küldte a temesvári pasához, Apafi célja az volt, hogy teljesen háttérbe szorítsa. A pasa fogságba ejtette, és Érsekújvár ostroma után 1663-ban kivégeztette. A történetírók szerint vesztének fő oka a háttérben Apafi aknamunkája volt, aki a hatalmát féltette, de ugyanúgy szerepet játszhatott a pasa intrikája is.
1630 és 1645 közötti időszakban írt naplója hiteles korképet ad a történészek számára.